# Freycinetia vieillardii
Freycinetia vieillardii är en enhjärtbladig växtart som beskrevs av Ugolino Martelli. Freycinetia vieillardii ingår i släktet Freycinetia och familjen Pandanaceae.
Artens utbredningsområde är Nya Kaledonien. Inga underarter finns listade.